# Seth Grant
Seth G. N. Grant (* in Sydney) ist ein australischer Neurowissenschaftler und Molekularbiologe und Professor für molekulare Neurowissenschaften an der University of Edinburgh. Er ist bekannt für Forschung zur Proteomik des Nervensystems.

## Leben
Seth Grant studierte Medizin an der Universität Sydney mit dem Bachelor-Abschluss (Physiologie, Medizin, Chirurgie) 1984. 1985 bis 1989 war er am Cold Spring Harbor Laboratory bei Douglas Hanahan und 1989 bis 1994 als Post-Doktorand an der Columbia University bei Eric Kandel, bei dem er im Mausmodell Lernen und Gedächtnis erforschte. Anschließend war er am Centre for Genome Research der Universität Edinburgh, an der er 2000 Professor für molekulare Neurowissenschaften wurde. Ab 2003 war er Principal Investigator am Wellcome Trust Sanger Institute in Cambridge, bevor er wieder 2011 Professor in Edinburgh wurde.
Er erforscht die Gene und Proteine, die in der Synapsenfunktion aktiv sind. Die Liste wurde um 2011 vervollständigt. Er erforscht dabei auch die Phylogenese des Synapsensystems (konservative Bereiche die der Mensch zum Beispiel mit Mäusen gemein hat) und identifizierte rund 130 Proteine im Synapsenbereich, bei denen Mutationen der zugehörigen Gene zu bestimmten Geisteskrankheiten und Defiziten führen wie Schizophrenie, Mängel an intellektuellen Fähigkeiten und Autismus. Seine Forschung zeigte auch, dass die für Lernen und Nervensystem-Plastizität wichtigen Moleküle erheblich komplexer sind als bis dahin gedacht: bei einem wichtigen Molekülkomplex für einen Ionenkanal, der an einen Neurotransmitter koppelt (NMDA-Rezeptor-Komplex), zeigte er, dass man es nicht wie zuvor gedacht mit etwa vier, sondern mit 77 Untereinheiten zu tun hat und dieser etwa zehnfache Zuwachs zeigte sich auch bei anderen Komplexen der Synapsenfunktion.
Er hat eine Ehrenprofessur in Cambridge und war Gastprofessor an der Universität Melbourne. Er ist Fellow der Royal Society of Edinburgh. 2015 wurde er Fellow der Academy of Medical Sciences. 2018 wurde er zum Mitglied der Academia Europaea gewählt.

## Schriften (Auswahl)
- mit J. Jessee, F. R. Bloom, D. Hanahan: Differential plasmid rescue from transgenic mouse DNAs into Escherichia coli methylation-restriction mutants, Proc. Nat. Acad. Sci. USA, Band 87, 1990, S. 4645–4649
- mit T. J. O’Dell, Eric Kandel: Long-term potentiation in the hippocampus is blocked by tyrosine kinase inhibitors, Nature, Band 353, 1991, S. 558–560
- mit T. J. O’Dell, Eric Kandel u. a.:Impaired long-term potentiation, spatial learning, and hippocampal development in fyn mutant mice, Science, Band 258, 1992, S. 1903–1910
- mit R. Brambilla u. a.: A role for the Ras signalling pathway in synaptic transmission and long-term memory, Nature, Band 353, 1992, S. 558–560
- mit M. Migaud u. a.: Enhanced long-term potentiation and impaired learning in mice with mutant postsynaptic density-95 protein, Nature, Band 396, 1998, S. 433–439
- mit H. Husi, M. A. Ward, J. S. Choudhary, W. P. Blackstock: Proteomic analysis of NMDA receptor–adhesion protein signaling complexes, Nature Neuroscience, Band 3, 2000, S. 661–669
- Systems biology in neuroscience: bridging genes to cognition, Current Opinion in Neurobiology, Band 13, 2003, S. 577–582.
- mit H. Husi: Proteomics of multiprotein complexes: answering fundamental questions in neuroscience, Trends in Biotechnology, Band 19, 2001, Heft 10 Suppl. S. 49–54
- mit N. Plath u. a.: Arc/Arg3. 1 is essential for the consolidation of synaptic plasticity and memories, Neuron , Band 52, 2006, S. 437–444
- mit A. Bayes u. a.: Characterization of the proteome, diseases and evolution of the human postsynaptic density, Nature Neuroscience, Band 14, 2011, S. 19–21
- mit M. Hawrylycz u. a.: An anatomically comprehensive atlas of the adult human brain transcriptome, Nature, Band 489, 2012, S. 391–399
- mit G. Kirov u. a.: De novo CNV analysis implicates specific abnormalities of postsynaptic signalling complexes in the pathogenesis of schizophrenia, Molecular Psychiatry, Band 17, 2012, S. 142–153
- mit A. Bayes u. a.: Comparative study of human and mouse postsynaptic proteomes finds high compositional conservation and abundance differences for key synaptic proteins, PloS one 2012, 7;10; e46683
- Synaptopathies: diseases of the synaptome, Current Opinion in Neurobiology, Band 22, 2012, S. 522–529.
- mit M. Fromer u. a.: De novo mutations in schizophrenia implicate synaptic networks, Nature, Band 506, 2014, S. 179–184
- mit S. M. Purcell u. a.: A polygenic burden of rare disruptive mutations in schizophrenia, Nature, Band 506, 2014, S. 185–190